# Jean Guinand
Jean Guinand (21 de febrer de 1943) és un polític suís, membre del Partit Liberal de Suïssa. És professor de dret a la Universitat de Neuchâtel, i fou degà de la facultat de dret del 1973 al 1975, vicerector de la Universitat del 1979 al 1983 i rector fins al 1987. Fou escollit el 30 de novembre del 1987 per al Consell Nacional de Suïssa, però dimití el 19 de setembre del 1993 després de la seva elecció al Consell d'Estat del cantó de Neuchâtel, on dirigí els departaments d'instrucció pública i d'afers culturals, i més endavant de finances i d'afers socials fins al 2001. Fou en aquella època president del consell de fundació del Dictionnaire historique de la Suisse del 1997 al 2004. El 2006 fou condecorat com oficial de l'Orde de les Palmes Acadèmiques.